# Marek Rosa
Marek Rosa (* 1979 Bratislava) je slovenský programátor, vývojář počítačových her a podnikatel. Je známý jako výkonný ředitel a zakladatel společnosti Keen Software House – studia zabývajícího se tvorbou počítačových her, které vydalo hry Space Engineers a Medieval Engineers. Je zakladatelem, výkonným a technickým ředitelem společnosti GoodAI, která se zabývá výzkumem a vývojem univerzální umělé inteligence.

## Vývoj her
Marek Rosa začínal jako programátor. Poté, co vybudoval Keen Software House se proslavil především díky úspěchu druhého titulu studia –  Space Engineers.
Space Engineers je sandbox hra o návrhu, konstrukci a údržbě vesmírných objektů. Hráči staví vesmírné lodě a stanice rozličných velikostí a účelu (civilní i vojenské), pilotují lodě a těží na asteroidech.
Space Engineers používá realistický volumetrický (objemový) fyzikální engine: všechny objekty mohou být smontovány, rozebrány, poškozeny nebo zničeny. Hra byla vydána v říjnu 2013 a během prvního roku se prodal 1 milion kopií. Do poloviny roku 2017 se jich prodalo přes 2,3 miliony.
Dalším úspěchem Keen Software House Marka Rosy je Medieval Engineers, sandbox hra o navrhování, stavbě a údržbě architektonických děl a strojů za použití středověkých technologií.

## Klíčové úspěchy
V roce 2009 Marek vyvinul herní engine VRAGE, zobrazující 8 km dlouhé, zcela zničitelné volumetrické asteroidy.
V roce 2010 se podílel na knize "GPU Pro Advanced Techniques of rendering" kapitolou "Destroyable Volumetric Terrain". 
V roce 2013 vedl vývoj volumetrického deformovatelného herního engine VRAGE 2, který jako první ukázal rozsáhlé objekty v dynamické mřížce, které se mohly deformovat a zničit v reálném čase.
V roce 2014 vyvinul systém strukturální integrity pro Medieval Engineers, což byla první hra vůbec, která použila tento mechanizmus na předmětech velkého měřítka v reálném čase, a tím umožnila hráčům stavět hrady a mosty, které se mohly zhroutit, pokud by byla jejich integrita narušena.
V roce 2015 Rosa inicioval vývoj planetárního systému ve své hře Space Engineers. Velkoformátové planety přidané do hry jsou volumetrické, plně deformovatelné a persistentní. Změny ve sluneční soustavě, která je vybudována v realistickém měřítku, probíhají plynule a v reálném čase.

## Výzkum a Vývoj Univerzální Umělé Inteligence
V lednu 2014 Rosa začal aktivně pracovat na poli univerzální umělé inteligence (dále jen AI). V rozhovoru pro Singularity Weblog vysvětloval, že už od dětství ho zajímalo, jak funguje svět, a snil o fungující AI, ale rozhodl se nejdříve programovat hry, aby se finančně připravil na dlouhodobý výzkum a vývoj AI. Rosa vnímá univerzální AI jako nástroj, který lidstvu pomůže automatizovat a optimalizovat práci v medicíně, vědě a technologiích. Univerzální AI má být použita “na pomoc lidstvu a k pochopení vesmíru”.
7. července 2015 Marek Rosa veřejně oznámil existenci své společnosti GoodAI, zabývající se výzkumem a vývojem univerzální umělé inteligence. Osobně do ní investoval 10 milionů dolarů a aktivně se v ní podílí na výzkumu.
GoodAI je mezinárodní společnost, čítající 20 výzkumníků se sídlem v Praze v České republice. Její činnost zahrnuje několik oblastí:
●   	Framework – popisuje jak GoodAI vnímá a definuje inteligenci a poskytuje nástroje ke studiu, měření a testování různých schopností / dovedností AI.
●   	Roadmap – uspořádaný seznam dovedností / schopností (s vyznačenými výzkumnými cíli), které univerzální AI musí získat, aby dosáhla lidské úrovně inteligence.
●   	Škola pro AI – optimalizovaná sada výukových úkolů, určených pro AI k postupnému a cílenému učení nových dovedností.
●   	Growing Topology Architectures – implementace prototypů architektur, které podporují postupné akumulování dovedností, se zaměřením na modulární sítě, rostoucí síťové topologie a přenos znalostí pro nové úlohy.
●   	AI Roadmap Institute – nová iniciativa porovnávající a studující roadmapy pro AI a univerzální AI vytvořené výzkumníky z oboru. Cílem je zmapovat oblast schopností a dovedností univerzální AI (témata výzkumu, otevřené problémy a navrhovaná řešení). Tento přehled pak umožní výzkumným skupinám s různými přístupy a terminologiemi spolupracovat a efektivně porovnávat své přístupy.
●   	Brain Simulator – softwarová open-source platforma vyvinutá v GoodAI pro rychlé prototypování architektur AI.
●       Arnold Simulator – softwarová platforma v experimentálním stádiu vývoje, navržená pro rychlé prototypování systémů AI s velice dynamickými topologiemi neurálních sítí.
V roce 2017 GoodAI spustilo General AI Challenge, mezinárodní soutěž s cenami v hodnotě 5 milionů dolarů. Cílem soutěže je pomoci vyřešit zásadní problémy výzkumu univerzální AI. První kolo soutěže je zaměřené na graduální (postupné) učení a bylo připraveno výzkumným týmem GoodAI ve spolupráci s tvůrci CommAI-env platformy od Facebook AI Research. Soutěž podporuje Microsoft CZ&SK a NVIDIA. Marek Rosa a GoodAI chtějí inspirovat a nasměrovat nadané lidi po celém světě, aby se zaměřili na vývoj bezpečné a prospěšné umělé inteligence. Soutěž je organizována v duchu citizen science s cílem naškálovat výzkum a rozšířit ho za hranice stávající AI komunity.
V roce 2016 Marek Rosa představil GoodAI Applied, sesterskou společnost GoodAI, zaměřenou na implementace prototypů univerzální umělé inteligence do podniků.  Klienti GoodAI pocházejí z řad Industry 4.0, automobilového a finančního sektoru.
Marek Rosa často přednáší na konferencích o vývoji her a AI a na různých setkáních včetně TEDx.

## Hry
- Miner Wars Arena
- Miner Wars 2081
- Space Engineers
- Medieval Engineers